# Gerda
För andra betydelser, se Gerda (olika betydelser).
Gerda eller Gärda är ett nordiskt kvinnonamn bildat av ordet gård som betyder skydd, hägn. Det har också tolkats som hon som hör till gården. Det äldsta belägget i Sverige är från år 1822. En annan variant av namnet är Gerd/Gärd.
Den 31 december 2014 fanns det totalt 4 236 kvinnor folkbokförda i Sverige med namnet Gerda, varav 1 398 bar det som tilltalsnamn. Motsvarande siffror för Gärda var 148 respektive 63.
Namnsdag i Sverige: 23 mars. I den finlandssvenska namnsdagslängden har Gerda namnsdag 1 augusti sedan starten 1929, då en egen namnsdagskalender togs i bruk för finlandssvenskar.

## Personer med namnet Gerda eller Gärda

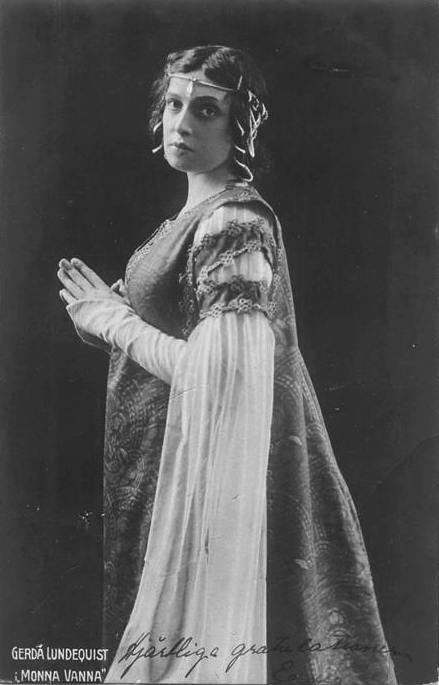
Gerda Lundequist

- Gerda André, svensk skådespelare och operettsångerska
- Gerda Antti, svensk författare
- Gerda Björne, svensk skådespelare
- Gerda Boëthius, svensk konsthistoriker
- Gerda Gilboe, dansk skådespelare och sångerska
- Gerda Grönberg-Rove, svensk skådespelare och operettsångerska
- Gerda van der Kade-Koudijs, nederländsk friidrottare
- Gerda Landgren, svensk skådespelare
- Gerda Lundequist, svensk skådespelare
- Gerda Madsen, dansk skådespelare
- Gerda Maurus, österrikisk skådespelare
- Gerda Meyerson, svensk filantrop och författare
- Gerda von Mickwitz, finsk författare och feminist
- Gerda Mundt, dansk politiker
- Gerda Neumann, dansk skådespelare och sångerska
- Gerda Nicolson, australisk skådespelare
- Gerda Planting-Gyllenbåga, svensk politiker
- Gerda Ström, svensk skådespelare
- Gerda Strömberg, svensk glaskonstnär
- Gärda Svensson, svensk politiker (c)
- Gerda Taro, pseudonym för Gerta Pohorylle, tysk journalist och krigsfotograf
- Gerda Tirén, svensk konstnär och illustratör
- Gerda Wallander, svensk konstnär
- Gerda Weissensteiner, italiensk rodel- och bobåkare

## Fiktiva personer med namnet Gerda
- Gerda, en dikt av Esaias Tegnér. 
  - Gerda, ett lundaspex som har fått sitt namn av Tegnérs dikt. Uruppfördes 1886.
- Gerda, dotter till Kung Fjalar i Johan Ludvig Runebergs dikt med samma namn
- Gerda, person i J.P. Jacobsens roman Nils Lyhne från 1880